# Virginia Ruth Egnor
Pour les articles homonymes, voir Dagmar.
Dagmar (29 novembre 1921 - 9 octobre 2001) est un mannequin, une actrice et une personnalité de la télévision américaine des années 1950. Elle est la première vedette féminine de la télévision à connaître, et subir, l’intérêt de la presse en raison de son physique de blonde à forte poitrine.

## Jeunes années
Virginia Ruth Egnor est née à Yawkey, en Virginie-Occidentale. Après des études au lycée de Huntington (Virgine Occidentale), où elle est connue sous le diminutif de 'Ruthie, elle suit les cours de l’école de commerce de Huntington et travaille chez Walgreens comme caissière, serveuse, vendeuse de sandwiches et de sodas.

## Broadway
Après son mariage avec Angelo Lewis, un officier de Marine, en 1941, elle déménage à New York où son mari est affecté au Navy Ferry Command à Long Island. Elle prend le nom de scène de Jennie Lewis (simple arrangement de son nouvel état civil de Virginia Lewis). Pour rester active, elle devient modèle de photographies de mode, et en 1944, encouragée par ses collègues, elle auditionne pour des comédies créées par Ole Olsen et Chic Johnson. Bien qu’elle n’ait aucune expérience du spectacle, elle est engagée pour leur revue à Broadway, Laffing Room Only, produite par Shubert au Winter Garden Theatre. Avec Olsen et Johnson, elle se produit à quatre reprises entre le 23 décembre 1944 et le 14 juillet 1945.
Elle prend le pseudonyme de « Bubbles » pour apparaître en tant que choriste dans la comédie musicale Burlesque avec Bert Lahr. La comédie est produite à 439 reprises du 25 décembre 1946 au 10 janvier 1948. L’action se situe dans les loges en sous-sol d’un cabaret du Middle West, une suite d’un hôtel de New York, et un théâtre de Paterson (New Jersey).

## Télévision

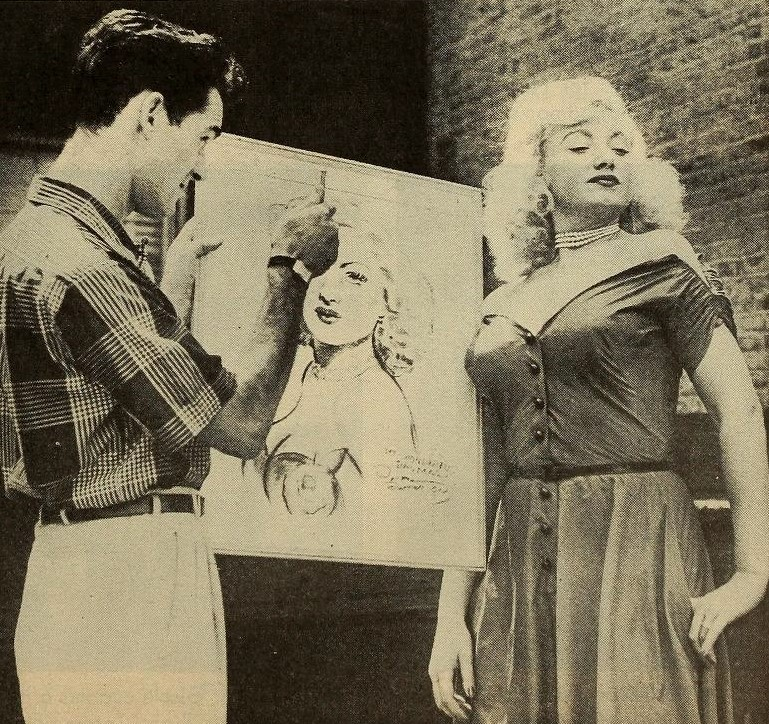
Virginia Ruth Egnor en 1952 sur NBC.

En 1950, Jerry Lester la recrute pour la première émission de troisième partie de soirée de NBC Broadway Open House (1950-1952). C’est lui qui l’appelle Dagmar, en référence au personnage de la jeune sœur dans la série de télévision à grand succès Mama (1949-1957), Dagmar Hansen (jouée par Robin Morgan). (En danois, la prononciation n’est pas « dagg-mahr », mais plutôt « dow-mahr », la première syllabe rimant avec « how »).
Elle apprend alors à porter des robes très courtes, à s’asseoir sur un tabouret et à jouer le rôle stéréotypé de la blonde écervelée. Avec des chandails serrés mettant en valeur sa taille de 1,73 m et ses mensurations (107 - 58 - 99), son personnage d’idiote obtient un succès immédiat, et elle devient bientôt plus populaire que Lester lui-même. Virginia prouve rapidement qu’en dépit des apparences, elle est tout à fait intelligente et vive d’esprit. Elle apparaît dans des sketches et Lester fait à l’occasion des plaisanteries sur ses « talents cachés ». Son apparence crée la sensation et la presse la suit avec intérêt ce qui lui permet de faire augmenter son salaire de 75 $ à 1 250 $.
Dagmar devient alors une des principales vedettes de la télévision en direct du début des années 1950, avec des apparitions dans le Texaco Star Theater de Milton Berle, le The Bob Hope Show et d‘autres émissions.  En 1951, elle est au côté de Frank Sinatra, qui a demandé au producteur Mitch Miller d’enregistrer un duo avec elle, « Mama Will Bark », pour Columbia Records.
Sa popularité pousse Lester à quitter sa propre émission en mai 1951, pour lui laisser la place. Le 17 juin 1951, elle apparaît dans la Colgate Comedy Hour d’Eddie Cantor en compagnie de Milton Berle, Phil Foster et Jack Leonard. Et le 16 juillet 1951, elle fait la première page de Life, photographiée par Alfred Eisenstaedt. Pour l‘article des pages intérieures, les photographes de Life l’ont suivie aux répétitions et l’ont accompagnée lors de vacances dans sa ville natale en Virginie Occidentale. Mais son émission est supprimée un mois plus tard.
En 1952, elle présente l’émission de première partie de soirée Dagmar’s Canteen (La cantine de Dagmar), dans laquelle elle chante, danse, parle avec des soldats et joue des petites comédies. L’idée de départ de l’émission était que les soldats de l’assistance devaient jouer des petits rôles au côté de Dagmar. Une des sœurs de Dagmar, Jean, jouait dans Dagmar’s Canteen. Jean, qui avait été précédemment choriste à Broadway, était également la secrétaire de Dagmar, et s’occupait du courrier des admirateurs de sa sœur, qui atteignait parfois 8 000 lettres par mois.
Quand son émission s’est interrompue, Dagmar s’est produite dans des spectacles à Las Vegas et dans des théâtres d‘été.  Dans les années 1950, elle a fait des apparitions occasionnelles dans des émissions comme What’s My Line?, The Mike Wallace Interview et Masquerade Party (déguisée en John L. Lewis). Au cours des années 1960, elle est apparue dans Hollywood Squares, The Mike Douglas Show et d’autres émissions.

## Livres
Elle a été un des nombreux modèles qui ont posé pour des photographies dans la nouvelle de Patrick Dennis First Lady, publiée en 1965, dans le rôle de la soubrette et de la courtisane du président, Gladys Goldfoil.

## Vie privée
Après avoir divorcé d’Angelo Lewis, elle s’est mariée à l’acteur Danny Dayton puis une troisième fois avec Dick Hinds (en 1957). Après des années à faire le tour des boîtes de nuit, elle s’est installée à Ceredo (Virginie Occidentale) en juin 1996 pour être près de sa famille. Dans ses dernières années, elle a vécu avec son frère, Bob Egnor, et son épouse. Dagmar est décédée à Ceredo le 9 octobre 2001, de causes non révélées.

## Culture populaire
Par analogie machiste à sa poitrine, les amateurs d'automobilistes surnommaient Dagmar les gros butoirs mafflus et pointus des pare-chocs avant des voitures américaines des années 1950, dont les premiers modèles ont été présentés par Cadillac. Pour la même raison, durant la Guerre de Corée, un canon automoteur antiaérien bitube de 40 mm a été surnommé Dagmar’s Twin 40’s.